# Последний Мамонт Франции
«Последний Мамонт Франции» (фр. Mammuth) — французский драматический фильм, снятый режиссёрами Гюставом де Керверном и Бенуа Делепином по собственному сценарию. Премьера состоялась 19 февраля 2010 года в рамках основного конкурса 60-го МКФ в Берлине.

## Сюжет
Главному герою исполнилось шестьдесят лет, и теперь, казалось бы, можно насладиться заслуженной пенсией и свободой. Он работал с раннего возраста, не пропуская ни одного трудового дня, даже в тяжёлых условиях своего последнего места работы на бойне. Однако по документам выяснилось, что многие работодатели просто не регистрировали его в своих конторах. И теперь новоявленному пенсионеру необходимо предоставить подтверждение того, что он трудился всё это время.

## В ролях
| Актёр          | Роль                                |
| -------------- | ----------------------------------- |
| Жерар Депардье | Серж Пилардосс                      |
| Иоланда Моро   | Катерина Пилардосс                  |
| Изабель Аджани | подруга юности Сержа                |
| Бенуа Пульворд | человек с металлоискателем на пляже |
| Були Ланнерс   | вербовщик                           |
| Филипп Наон    | директор госпиталя                  |
| Анна Муглалис  | псевдоинвалид                       |
| Мисс Минг      | племянница                          |
| Катрин Осмален | подруга                             |

## Награды и номинации
| Награда                  | Год  | Категория                      | Лицо                                                                                               | Итог      |
| ------------------------ | ---- | ------------------------------ | -------------------------------------------------------------------------------------------------- | --------- |
| «Сезар»                  | 2011 | «Лучший фильм»                 | продюсеры: Жан-Пьер Герен, Бенуа Делепин, Гюстав Керверн; режиссёры: Бенуа Делепин, Гюстав Керверн | Номинация |
| «Сезар»                  | 2011 | «Лучший актёр главной роли»    | Жерар Депардье                                                                                     | Номинация |
| «Сезар»                  | 2011 | «Лучший оригинальный сценарий» | Бенуа Делепин, Гюстав де Керверн                                                                   | Номинация |
| Берлинский кинофестиваль | 2010 | «Золотой медведь»              | режиссёры: Бенуа Делепин, Гюстав Керверн                                                           | Номинация |